# یوزف بورکل
یوزف بورکل (به آلمانی: Josef Bürckel) (زاده ۳۰ مارس ۱۸۹۵ - درگذشته ۲۸ سپتامبر ۱۹۴۴) یک سیاستمدار آلمانی در دوره رایش سوم و از سال ۱۹۳۹ تا سال ۱۹۴۰ گولایتر وین بود. وی در ۲۸ سپتامبر ۱۹۴۴ در نوی‌اشتات آن در واین‌اشترایه خودکشی کرد.